# Милиця (ім'я)
Ми́лиця — слов'янське жіноче ім'я, найпоширеніше у Сербії, Македонії та Чорногорії. Буквально означає «мила», «приємна».

## Відомі носії
- Милица Сербська — сербська православна свята, дружина сербського князя Лазаря Хребеляновича
- Милиця Йовович — американська актриса, музикант і модель
- Милиця Нечкіна — історик
- Милиця Янкович — сербська письменниця
- Милиця Кор'юс — американська кінозірка, оперна співачка